# 兰陵县 (六朝)
兰陵县，中国古代的县。
东晋晋元帝太兴初年侨置兰陵县（原县在今山东省临沂市兰陵县），为兰陵侨郡郡治。治所在晋陵郡武进县东城里（今江苏省常州市武进区西北六十里万绥镇）。南朝宋为南兰陵郡治。南齐属南琅邪郡。南齐、南梁所谓兰陵萧氏出自侨置兰陵县。南梁移治今江苏省丹阳市东北，属南兰陵郡。隋文帝开皇九年（589年）并入曲阿县。南朝梁又在今安徽省来安县境置。北齐废。